# La versione delle due
La versione delle due è stata una trasmissione radiofonica in onda su Rai Radio 2, dal 2018 al 2024, dal lunedì al venerdì dalle 14 alle 15.30, condotta da Silvia Boschero e Andrea Delogu.

## Storia
La prima puntata della trasmissione è stata trasmessa il 10 settembre 2018, su idea dell'allora direttrice della rete Paola Marchesini.
Per le prime 5 edizioni (e nelle puntate comprese tra l'8 e il 12 gennaio 2024) il programma è andato in onda dal lunedì al venerdì dalle 14 alle 16.
Dalla sesta edizione, iniziata l'11 settembre 2023, il programma dapprima terminava alle 15.30 per lasciare spazio ai Numeri Uni e successivamente a Radio2 Happy Family in simulcast con Rai 2 dalle 17 alle 18, dopodiché si spostava dalle 14.50 circa alle 16 lasciando spazio, alle 14, alla messa in onda di Viva Rai2... e anche un po' Radio2.
L'ultima puntata è andata in onda il 28 giugno 2024 e dalla stagione successiva è stato sostituito da La versione di Andrea, condotto solamente da Andrea Delogu e trasmesso solo il sabato e la domenica dalle 17:00 alle 18:00 mentre Silvia Boschero ha ripreso dopo 10 anni la conduzione di Moby Dick.

## Contenuti
La versione delle due è stata classificata come magazine, infatti trattava temi sociali, culturali e musicali. Nella prima parte della trasmissione gli ascoltatori potevano dire la loro opinione sugli argomenti del giorno, a cui le conduttrici si agganciavano tramite notizie o fatti che sono avvenuti. Nella seconda parte, gli ascoltatori chiamavano in diretta attraverso lo storico numero 063131 per raccontare la propria esperienza su una particolare tematica.
Durante la puntata si alternavano varie rubriche: Lo dice la scienza, in cui si parlava dei risultati di varie ricerche scientifiche, Boschero fa novanta, in cui la conduttrice romana commentava in 90 secondi una notizia di minore rilevanza, il quiz, e Lo sfogatoio, in cui gli ascoltatori tramite messaggio vocale si lamentavano su "quello che non vi va a genio della vita".
In passato erano presenti altre rubriche come I miti delle due o La donna del giorno. A volte venivano invitati in trasmissione degli esperti su determinati argomenti, dalla critica cinematografica alla nutrizione.

## Riconoscimenti
Nel luglio 2021, la trasmissione ha vinto i Diversity Media Awards per la sezione Programmi radiofonici.